# 앨리스 발로
앨리스 발로(Alice Barlow, 1991년 8월 9일 ~ )는 잉글랜드의 배우, 가수이다.